# Pablo Fontanello
Pablo Ezequiel Fontanello (Lincoln, provincia de Buenos Aires, Argentina, 26 de septiembre de 1984) es un futbolista argentino. Juega como defensor en el C. D. Toledo de la Tercera Federación.

## Biografía
Fontanello se desempeña como defensor central caracterizándose por su gran fortaleza física y estatura. Surgido de las inferiores de Rivadavia de Lincoln. Debutó en Deportivo Español en 2003 y estuvo ahí hasta 2006. En 2006 pasó a Club Atlético Tigre donde logró el ascenso a Primera División. En 2007 tuvo un paso fugaz por Santiago Wanderers de Chile volviendo en enero de 2008 al Club Atlético Tigre como reemplazo del traspasado Alexis Ferrero. A mediados de 2009 fue traspasado al Parma F. C. de la Serie A italiana donde no tuvo continuidad. A partir de la lesión de Norberto Paparatto, fue ofrecido a Tigre a fines de ese mismo año, préstamo que se concretó recién en enero de 2010 a pedido del técnico Ricardo Caruso Lombardi. Para el Apertura 2010 llega como refuerzo a Gimnasia y Esgrima La Plata para reemplazar al saliente Rubén Maldonado. También formó parte del FC Chernomorets Odessa, de la Liga Premier de Ucrania y del StabFæk I, en Noruega.

## Clubes
| Club                           | País       | Año       |
| ------------------------------ | ---------- | --------- |
| Deportivo Español              | Argentina  | 2003-2006 |
| C. A. Tigre                    | Argentina  | 2006-2007 |
| Santiago Wanderers             | Chile      | 2007      |
| C. A. Tigre                    | Argentina  | 2008-2009 |
| Parma F. C.                    | Italia     | 2009      |
| C. A. Tigre                    | Argentina  | 2010      |
| Gimnasia y Esgrima de La Plata | Argentina  | 2010-2011 |
| F. C. Chornomorets Odessa      | Ucrania    | 2011-2014 |
| Stabæk IF                      | Noruega    | 2014      |
| F. C. Ural                     | Rusia      | 2014-2017 |
| F. C. Ordabasy                 | Kazajistán | 2017-2021 |
| C. D. Torrijos                 | España     | 2021-2022 |
| C. D. Toledo                   | España     | 2022-     |